# Adam Duszyk
Adam Benon Duszyk (ur. 6 listopada 1972 w Radzyniu Podlaskim) – polski historyk, doktor nauk humanistycznych, popularyzator historii Radomia, polityk PSL, samorządowiec, dyrektor Instytut Technologii Eksploatacji.

## Życiorys
Ukończył I Liceum Ogólnokształcące im. Tadeusza Kościuszki we Włodawie. W latach 1991–1996 studiował historię na Wydziale Nauk Humanistycznych UMCS w Lublinie. Dwa lata później ukończył Podyplomowe Studium Konstytucjonalizmu na Wydziale Prawa i Administracji UMCS, zaś w 2001 – Podyplomowe Studium Filozofii i Etyki na Uniwersytecie Warszawskim. Specjalizuje się w dziejach ruchów społeczno-politycznych i historii gospodarczej XIX i XX wieku. W 2005 na Wydziale Humanistycznym UMCS na podstawie pracy Jan Wolski (1888–1975). Życie i działalność, której promotorem był prof. Leszek Piątkowski, uzyskał stopień doktora nauk humanistycznych. Jest również absolwentem Wydziału Zarządzania i Komunikacji Społecznej Uniwersytetu Jagiellońskiego (2020).
W latach 2007–2010 był prezesem Radomskiego Towarzystwa Naukowego.
Po ukończeniu historii na UMCS, podjął pracę jako nauczyciel historii w IX Liceum Ogólnokształcącym im. Juliusza Słowackiego w Radomiu. W latach 2006-2021 pracował w „szkole olimpijczyków” – VI Liceum Ogólnokształcącym im. Jana Kochanowskiego w Radomiu.
W 2018 za popularyzację historii i dziedzictwa kulturowego Radomia otrzymał Nagrodę im. św. Kazimierza. W tym samym roku był także kandydatem Polskiego Stronnictwa Ludowego na prezydenta miasta Radomia (zajmując przedostatnie, 6. miejsce) oraz do rady miasta, nie uzyskując mandatu. Wstąpił następnie do PSL i został prezesem radomskich struktur partii. W 2019 i 2023 kandydował bez powodzenia do Sejmu, a w 2024 ponownie bez powodzenia do rady Radomia, ostatecznie jednak został radnym. 
Od 2019 jest prezesem Zarządu Miejskiego PSL w Radomiu (wybrany następnie w 2022 i 2025), a od 27 maja 2024 radnym Rady Miejskiej IX kadencji). 
Od 2019 pracował w Muzeum im. Jacka Malczewskiego w Radomiu, od 2021 (2020) do 2024 pełnił funkcję zastępcy dyrektora Muzeum.  Dyrektor Instytut Technologii Eksploatacji (od 15.04.2024), adiunkt na Wydziale Prawa i Administracji Uniwersytetu Radomskiego.

## Najważniejsze publikacje

### Książki
- Ku bezkresom utopii. Problematyka absolutnej wolności jednostki w działalności i poglądach Michała Bakunina, Radomskie Towarzystwo Naukowe, Radom 2004, ISBN 83-88100-09-2
- Ostatni niepokorny. Jan Wolski 1888–1975 (anarchista-wolnomularz-spółdzielca), Kraków-Radom 2008, ISBN 978-83-88100-96-3 – książka zdobyła pierwszą nagrodę w konkursie Krajowej Rady Spółdzielczej na najlepszą pracę badawczą z zakresu spółdzielczości[23][24].
- Radom zarys dziejów, czyli 6 historycznych dowodów na wielkość i niepowtarzalność królewskiego miasta, Radom 2009, ISBN 978-83-928963-0-2

### Książki (współautorstwo)
- A. Duszyk, S. Piątkowski, Radom. Poznać i zrozumieć historię swojego miasta, Radom 2008, ISBN 978-83-88100-50-5
- J. Wolski, Wyzwolenie. Wybór pism spółdzielczych z lat 1923–1956, wybór i opracowanie A. Duszyk, R. Okraska, Łódź 2008, ISBN 978-83-64496-25-7
- A. Duszyk, E. Kołodziej, Historia radomskiej kooperacji 1869–1939, cz. I, [w:] „Biuletyn Kwartalny Radomskiego Towarzystwa Naukowego”, t. 53, 2009, z. 3, ISSN 0137-5156[25]

### Redakcje naukowe
- Szkice z dziejów polskiego ruchu spółdzielczego, red. A. Duszyk i D. Kupisz, Radom 2004, ss. 235. ISBN 83-918037-7-5
- Architektura i urbanistyka miasta kazimierzowskiego w Radomiu, „Biuletyn Kwartalny Radomskiego Towarzystwa Naukowego”, red. A. Duszyk, Radom 2004, ss. 156. ISSN 0137-5156
- Włodawa i wieś nadbużańska w epoce nowożytnej, red. M. Bem, A. Duszyk, Radom-Włodawa 2007, ss. 229. ISBN 978-83-88100-26-0
- Lasy Królestwa Polskiego w XIX wieku (struktura – administracja – gospodarka), red. A. Duszyk, K. Latawiec, Radom 2007, ss. 244. ISBN 978-83-88100-46-8
- Radom i region w Centralnym Okręgu Przemysłowym, red. A. Duszyk, „Biuletyn Kwartalny Radomskiego Towarzystwa Naukowego”, 2007, ss. 167. ISSN 0137-5156
- Między ideą a polityką. Ruch spółdzielczy centralnych ziem polskich w XX wieku, red. A. Duszyk, Radom 2007, ss. 178. ISBN 978-83-88100-51-2
- Życiorysy w trzy kultury wpisane. Włodawskie biografie, red. A. Duszyk, M. Bem, Włodawa 2008, ss. 315. ISBN 978-83-88100-35-2
- Z dziejów pewnego eksperymentu. Parlamentaryzm rosyjski na progu XX stulecia w kontekście kształtowania się świadomości politycznej narodów imperialnej Rosji, red. A. Duszyk, K. Latawiec, M. Mądzik, Radom 2008, ss. 314. ISBN 978-83-88100-55-0
- Plan „B”. Szkice z historii alternatywnej, red. A. Duszyk, Radom 2008, ss. 90. ISBN 978-83-88100-31-4[1]
- A. Duszyk, Z. Wieczorek, Cóż kiedy wspomnisz... szkice z dziejów Gimnazjum i Liceum im. Jana Kochanowskiego w Radomiu 1912–2012, Wydawnictwo Naukowe Instytutu Technologii Eksploatacji – Państwowy Instytut Badawczy, Radom 2012. ISBN 978-83-7789-131-5
- Na straży ładu i bezpieczeństwa. Formacje milicyjno-policyjne ziem polskich od czasów najdawniejszych do współczesności, red. A. Duszyk, K. Latawiec, Radom 2009, ss. 250. ISBN 978-83-88100-90-1
- Radomskie marzenia, red. A. Duszyk, R. Metzger, Radom 2010, ss. 59. ISBN 978-83-928963-4-0
- Włodawa. Szkice z dziejów miasta w XX stuleciu, red. M. Bem, A. Duszyk, K. Latawiec, Włodawa 2012, ss. 350. ISBN 978-83-63600-04-4

## Nagrody i odznaczenia
- 2002 – Brązowy Krzyż Zasługi[26]
- 2010 – Medal Komisji Edukacji Narodowej[27]
- 2011 – Nagroda Mazowieckiego Kuratora Oświaty[27]
- 2012 – Nagroda Ministra Edukacji Narodowej[27]
- 2013 – Nagroda Mazowieckiego Kuratora Oświaty[potrzebny przypis]
- 2017 – Nagroda Mazowieckiego Kuratora Oświaty[potrzebny przypis]
- 2018 – Nagroda im. św. Kazimierza[8]